# توبیاس زانتلمان
توبیاس زانتلمان (الگو:Lang-ni؛ زادهٔ ۸ اوت ۱۹۸۰) بازیگر سینما اهل نروژ است.
از فیلم‌ها یا سریال‌های تلویزیونی که وی در آن نقش داشته است، می‌توان به هرکول، به ترتیب خروج از صحنه، نقطه فروپاشی، به‌هوای دزدیدن اسب‌ها و آخرین پادشاهی اشاره کرد.